# Lathys sexpustulata
Lathys sexpustulata là một loài nhện trong họ Dictynidae.
Loài này thuộc chi Lathys. Lathys sexpustulata được Eugène Simon miêu tả năm 1878.